# The Cable Guy
The Cable Guy (br: O Pentelho; pt: O Melga) é um filme estadunidense de 1996, uma comédia satírica de suspense e humor negro dirigida por Ben Stiller, e estrelada por Jim Carrey e Matthew Broderick, junto com Leslie Mann e Jack Black. O elenco conta ainda com as participações de George Segal, Diane Baker, Owen Wilson, Eric Roberts, Janeane Garofalo, David Cross, Andy Dick, Bob Odenkirk e Charles Napier. 
O filme foi um sucesso de bilheteria, mas teve uma recepção mista dos críticos, o que é atribuído ao fato de Jim Carrey se desviar de seu estilo convencional de comédia pastelão para uma comédia muito mais sombria.
Carrey recebeu 20 milhões de dólares para participar do filme, a quantia mais alta paga para um ator de comédia até então. Pela segunda vez, ele vive um homem mentalmente perturbado, rejeitado e solitário que busca vingança contra o homem que o rejeitou, sendo a primeira como o Charada em Batman Forever (1995). The Cable Guy foi o primeiro trabalho de Judd Apatow como produtor de cinema, além de ser considerado um dos primeiros filmes da Frat Pack, por conter atores como Owen Wilson, Jack Black, Leslie Mann, Andy Dick e o próprio Ben Stiller.

## Sinopse
O arquiteto Steven Kovacs (Matthew Broderick) arranja um novo apartamento após uma fracassada proposta de casamento para sua namorada Robin Harris (Leslie Mann). Seguindo os conselhos de seu amigo Rick Lagados (Jack Black), Steven suborna o excêntrico instalador de TV a cabo Ernie "Chip" Douglas (Jim Carrey) para que este instale determinados canais de graça em seu aparelho. Ao visitar o apartamento de Steven, a princípio apenas como um prestador de serviços, Chip logo de cara simpatiza com Steven e faz dele um dos seus "clientes preferenciais", convencendo-o a sair com ele para dar uma volta no dia seguinte, quando o suposto instalador, acreditando estar conquistando um novo amigo, leva Steven para a antena parabólica central da cidade, onde ele revela ao arquiteto que foi criado em frente à televisão devido às frequentes ausências de sua mãe solteira. Chip logo se mostra intrusivo, solitário e irritante ao estragar um jogo de basquete entre Steven e seus amigos e deixar várias mensagens na secretária eletrônica de Steven.
Insistindo em querer ser o melhor amigo de Steven, inclusive com ciúmes da amizade deste com Rick, Chip logo convida o arquiteto para jantar no Medieval Times e após uma encenada batalha de cavaleiros entre os dois, Steven descobre que Chip instalou secretamente um caro sistema de home theater em sua sala de estar como presente em troca da amizade entre os dois. Embora Steven recuse o presente, ele concorda em sediar uma festa de karaokê com a presença de outros clientes preferenciais de Chip antes de devolver o sistema. No fervor da festa, enquanto Chip tem uma performance bastante inusitada no karaoke, Steven dorme com uma jovem convidada chamada Heather, descobrindo na manhã que ela era uma prostituta contratada por Chip especialmente para ele. Após essa revelação, Steven fica enfurecido e expulsa Chip de seu apartamento, cortando relações com ele.
Para fazer as pazes, Chip rastreia Robin, que está namorando um outro homem. Disfarçado, o instalador vai ao restaurante onde os dois estão jantando e se passa por um funcionário homoafetivo do banheiro masculino do local, apenas na espreita para atacar o rapaz, a quem acaba agredindo severamente no mesmo banheiro, mandando-o ficar longe de Robin. O caso vai aos jornais e quando a polícia faz um retrato falado do agressor, Steven, que está assistindo ao noticiário, acaba desconfiando que talvez se trate de Chip, muito embora este tenha se disfarçado. Mais tarde, ele instala o cabo de Robin, dizendo ter sido um presente de Steven. Como resultado, Robin decide voltar com Steven. No entanto, quando Chip revela ter sido o responsável pela reconciliação dos dois, Steven educadamente termina sua amizade com Chip. Devastado, o instalador começa uma série de atos vingativos. Ele faz seu ex-amigo ser preso por posse da propriedade roubada e zomba dele através de uma janela de visita à prisão, fazendo-o passar por homossexual na frente de outros presidiários. Depois de ser libertado sob fiança, Steven fica ainda mais envergonhado quando Chip participa de um jantar com sua família e Robin, onde o jeito extrovertido do instalador parece ter conquistado a todos. Após uma versão sexualizada de um jogo de palavras, Steven repreende abertamente Chip e dá um soco nele, deixando toda a sua família horrorizada. No dia seguinte, Steven é demitido após Chip transmitir uma conversa gravada em particular, na qual Steven insulta seu chefe, nos computadores da empresa.
A pedido de Steven, Rick investiga Chip e descobre que o instalador foi demitido da empresa de TV a cabo por perseguir clientes, e usa os nomes de personagens da televisão como pseudônimos como Ernie e Chip Douglas, dos My Three Sons, e Larry Tate, da Bewitched, além de descobrir que o sujeito aparentemente sofre de certos transtornos mentais. Após Steven ter um pesadelo no qual Chip se torna um mutante que o persegue, o arquiteto acorda no meio da noite com uma ligação do instalador, dizendo que irá visitar Robin. Ao encontrar o apartamento da namorada vazio e ser informado pela vizinha que ela saiu com um suposto amigo, Steven os segue até a antena parabólica, onde Chip mantém Robin como refém em uma forte tempestade. Após uma briga física entre os dois homens e uma perseguição, Steven consegue resgatar Robin, mas os três acabam no alto da antena onde Chip se sente abandonado por Steven e ameaça se matar. Após a chegada da polícia, Chip banca o dramático e pede desculpas a Steven por ter sido um "mau amigo", e afirma que ele deve "matar a babá" para impedir que outras pessoas se tornem como ele, assim, ele tenta suicídio, se jogando do alto da antena parabólica e caindo no satélite, assim interferindo o sinal de televisão para toda a cidade e impedindo que os cidadãos acompanhem o veredicto do julgamento do assassino Sam Sweet (Ben Stiller), acusado de matar seu irmão gêmeo Stan.
Chip sobrevive à queda com uma lesão nas costas. Antes do instalador ser levado por um helicóptero de resgate, Steven pede para saber o seu verdadeiro nome, com Chip afirmando se chamar Rick Ricardo, do I Love Lucy. Enquanto Steven e Robin vão embora, seguindo seu próprio caminho, Chip é levado pelo helicóptero, onde um dos paramédicos o aborda como "amigo" e Chip pergunta ao paramédico se ele é realmente seu amigo; após a confirmação, Chip sorri maliciosamente para a câmera, o que sugere claramente que o paramédico será sua nova vítima e a história vai começar toda de novo.

## Elenco
- Jim Carrey como o Instalador / Ernie "Chip" Douglas
- Matthew Broderick como Steven M. Kovacs
- Leslie Mann como Robin Harris
- Jack Black como Rick Lagados
- George Segal como Earl Kovacs, o pai de Steven
- Diane Baker como Sra. Kovacs, a mãe de Steven
- Ben Stiller como Sam Sweet / Stan Sweet
- Eric Roberts como ele mesmo
- Owen Wilson como Ray, o novo namorado de Robin
- Misa Koprova como Heather
- Charles Napier como oficial da polícia
- Janeane Garofalo como garçonete do Medieval Times
- David Cross como gerente de vendas
- Andy Dick como apresentador do Medieval Times
- Harry O'Reily como o chefe de Steven
- Amy Stiller como Joan, a secretária de Steven
- Bob Odenkirk como Pete Kovacs, o irmão de Steven
- Annabelle Gurwitch como a cunhada de Steven
- Charles Robinson como oficial da polícia
- Kathy Griffin como a mãe de Chip Douglas
- David Bowe como paramédico do helicóptero

## Produção
Primeira vez que o roteirista Lou Holtz Jr. teve a ideia para The Cable Guy foi enquanto trabalhava como promotor em Los Angeles, declarando que uma vez que ele viu o cara do cabo no corredor do apartamento de sua mãe, ele começou a pensar "O que ele está fazendo aqui tão tarde?" O roteiro se tornou o foco de uma guerra de lances, vencido pela Columbia Pictures, a um preço de US$1 milhão. Chris Farley foi anexado a estrela do filme, mas desistiu devido a dificuldades de agenda. Jim Carrey juntou-se à produção, recebendo um então recorde de US$20 milhões para estrelar o filme. Após a assinatura de Carrey, a Columbia contratou Judd Apatow para produzir. O estúdio negou o interesse de Apatow na direção, mas aceitou a sugestão de convidar Ben Stiller, estrela de seu show homônimo em que Apatow tinha trabalhado.
O roteiro original de Lou Holtz Jr. era uma comédia leve, descrito por Apatow como "um filme de amigo chato no estilo What About Bob?", onde o Cable Guy era um perdedor simpático que invade a vida do assinante a cabo, mas nunca em uma maneira fisicamente ameaçadora. Carrey, Apatow e Stiller gostaram da configuração de "alguém que é muito inteligente, com tecnologia invadindo a vida de alguém", e optaram por adicionar palhaçada e mais tons escuros, transformando-se em uma sátira de thrillers como Cape Fear, Unlawful Entry e The Hand That Rocks the Cradle. O diálogo também se encaixa no estilo de Carrey de comédia.
Holtz escreveu quatro textos adicionais, cada um mais escuro do que o anterior, antes de deixar o projeto. Apatow assumiu a escrita, mas ele não foi creditado por não cumprir o sistema de crédito de roteiro da WGA sobre o quanto um produtor teve que trabalhar para ser creditado como escritor também. Apatow e Stiller visitaram Carrey enquanto ele estava filmando Ace Ventura: When Nature Calls na Carolina do Sul, e ao longo de alguns dias, descarregaram um conjunto de peças que foram adicionados ao script, e como Carrey quis fazer esse personagem. O roteiro final tinha elementos tão perturbadores que a Columbia tinha muitas queixas em algumas cenas. Por sua vez Apatow declarou que o estúdio não especificamente pediu o afastamento, "mas levamos [as cenas] como parte da evolução natural de nosso processo criativo". Stiller afirmou que ele gravou em cada cena com "uma versão escura e uma versão light", e que ele estava surpreso que o estúdio não se opôs ao fim violento.
A sequência de luta no Medieval Times entre Chip (Jim Carrey) e Steven (Matthew Broderick) é uma homenagem ao episódio Amok Time de Star Trek (série original) - incluindo o uso de armas Vulcan (Lirpa), o diálogo, e a música de fundo. Director Ben Stiller admitiu ser fã de Star Trek.

## Recepção

### Resposta da crítica
The Cable Guy é considerado como tendo um tom mais escuro do que a maioria dos trabalhos anteriores de Carrey. O público teve reações mistas para esta mudança de tom para Carrey e críticos de cinema deram críticas mistas. Rotten Tomatoes dá ao filme uma pontuação de 54% com base em 56 comentários.
O filme estava em J. Hoberman em seu Top 10 de melhores do ano.
Roger Ebert incluiu The Cable Guy em sua lista de piores de 1996, embora seu colega Gene Siskel discordou, chamando-o de "um filme muito bom. (Carrey) melhor desde The Mask".
O filme também foi notado por suas semelhanças com o telefilme australiano The Plumber (1979), que foi escrito e dirigido por Peter Weir, que viria a dirigir Carrey em The Truman Show (1998).

### Bilheteria
O filme arrecadou $19,806,226 em sua semana de estreia. O filme arrecadou um total  $60,240,295 no mercado interno norte-americano, e $42,585,501 fora dos EUA, fazendo um total de $102,825,796 de bruto mundial. Apesar da percepção crítica que o filme foi um fracasso, ele obteve um lucro acima do seus $47 milhões de orçamento de produção. Ele ganhou status de cult, como entre os cinéfilos.

### Prêmios e indicações
1997 MTV Movie Awards
- Melhor Performance Cômica - Jim Carrey (Venceu)
- Melhor Vilão - Jim Carrey (Venceu)
- Melhor Luta - Jim Carrey vs. Matthew Broderick (Nomeado)

1997 Kid's Choice Awards
- Ator Favorito de Cinema - Jim Carrey (Venceu)

### Home media
The Cable Guy foi lançado em VHS em 3 de dezembro de 1996, DVD em 15 de setembro de 1997 e Blu-ray em 1 de março de 2011.

## Trilha sonora
The Cable Guy: Original Motion Picture Soundtrack é a trilha sonora oficial. Trata-se de músicas inéditas, em grande parte, de bandas de rock alternativo e heavy metal, e inclui a primeira gravação solo de Jerry Cantrell do Alice in Chains. A trilha sonora inclui a versão de Jim Carrey de Jefferson Airplane de "Somebody to Love", que foi realizada por ele no filme. Ele também inclui uma música de $10,000 Gold Chain, um projeto do guitarrista solo Mike McCready do Pearl Jam. No entanto, ele não inclui "More Human than Human" de White Zombie, que é destaque em uma cena dramática do filme.
"Leave Me Alone" de Cantrell serviu como veículo promocional da trilha sonora e tinha um vídeo da música. Este contou com várias filmagens de The Cable Guy de forma escura típica do estilo de Cantrell. Ele também tinha o rosto assombrado de Jim Carrey chegando de uma tela de televisão que Cantrell observa. Enquanto o álbum como um todo não foi bem recebido, Stephen Thomas Erlewine de Allmusic observou que "Leave Me Alone" positivamente "rocks tão duro quanto qualquer pista de Alice in Chains".
A faixa "Standing Outside a Broken Phone Booth with Money in My Hand" ganhou popularidade por sua aparição no filme e chegou a #1 na Billboard Modern Rock Tracks, em 1996.

### Lista da trilha
1. "I'll Juice You Up" – Jim Carrey
2. "Leave Me Alone" – Jerry Cantrell
3. "Standing Outside a Broken Phone Booth with Money in My Hand" – Primitive Radio Gods
4. "Blind" – Silverchair
5. "Oh! Sweet Nuthin'" (The Velvet Underground cover) – $10,000 Gold Chain
6. "End of the World is Coming" – David Hilder
7. "Satellite of Love" – Porno for Pyros
8. "Get Outta My Head" – Cracker
9. "Somebody to Love" – Jim Carrey
10. "The Last Assassin" – Cypress Hill
11. "This Is" – Ruby
12. "Hey Man, Nice Shot" (Promo-Only Remix) – Filter
13. "Unattractive" – Toadies
14. "Download" – Expanding Man
15. "This Concludes Our Broadcast Day" – John Ottman

### Posições nas paradas

#### Singles
| Ano  | Single           | Gráfico                    | Posição |
| ---- | ---------------- | -------------------------- | ------- |
| 1996 | "Leave Me Alone" | Hot Mainstream Rock Tracks | 14      |

## Curiosidades
- O Instalador usa vários nomes falsos ao longo do filme, entre eles Ernie "Chip" Douglas, Larry Tate e Ricky Ricardo. Os nomes foram tirados de programas de televisão - Chip e Ernie Douglas, de My Three Sons, Larry Tate de Bewitched e Ricky Ricardo de I Love Lucy.
- Ironicamente, algumas das previsões do Instador sobre o que o cabo fará no futuro se tornaram realidade, como ter internet, telefone e televisão a cabo, além de poder jogar videogame online e fazer compras online.
- No filme há uma subtrama envolvendo o julgamento de Sam Sweet (Ben Stiller), acusado de assassinar seu irmão gêmeo Stan. Embora não seja confirmado nem revelado no filme, duas cenas sugerem que o Instador pode ter matado Stan Sweet e enquadrado Sam.
  - A voz de Sam Sweet numa gravação mostrada nas notícias da MTV não é de Ben Stiller, mas de Jim Carrey.
- Durante as filmagens da cena do jogo de basquete, Jim Carrey não conseguia driblar a bola e nem fazer uma cesta. Ben Stiller fez Carrey imitar a ação sem bola e os técnicos de efeitos visuais adicionaram a bola de basquete na pós-produção.
- No final do filme, o Instalador diz "A babá deve morrer!", uma referência ao filme A Mão que Balança o Berço (1992).
- No flashback do Instalador quando criança, quando ele é deixado na frente da "babá" (a televisão), o filme que ele está assistindo é Play Misty for Me (1971), que é sobre um perseguidor obsessivamente ciumento.
- No episódio dos Simpsons, "Guess Who's Coming to Criticize Dinner?", Homer e Bart criticam a qualidade do roteiro do filme ao vê-lo em exibição no restaurante Planet Springfield. Homer então começa a rasgar o roteiro com raiva, pois "quase destruiu a carreira de Jim Carrey", para grande choque dos clientes do restaurante.
- Este filme é basicamente um outro lado de The Truman Show (1998). A diferença é que neste filme, o personagem de Carrey é obcecado pela televisão o tempo todo. Em The Truman Show, o personagem de Carrey não sabe que ele está na televisão o tempo todo.
- Quando o Instalador está espancando o novo pretendente de Robin, ele joga-o contra a parede enquanto diz "Isso deve doer, Gene". Ele está se referindo ao locutor de wrestling Gene Okerlund.
- Quando o Instalador visita Steven na cadeia, ele pressiona o mamilo contra o vidro e diz "oh Billy", uma paródia de uma uma cena do filme Midnight Express.
- Este foi o primeiro filme dirigido por Ben Stiller onde ele não interpreta o personagem principal, embora Stiller tenha pensado em interpretar o personagem. The Cable Guy também marca a primeira parceria entre Stiller e Owen Wilson, embora os dois não contracenem juntos neste filme.